# Nuovo Fronte Popolare

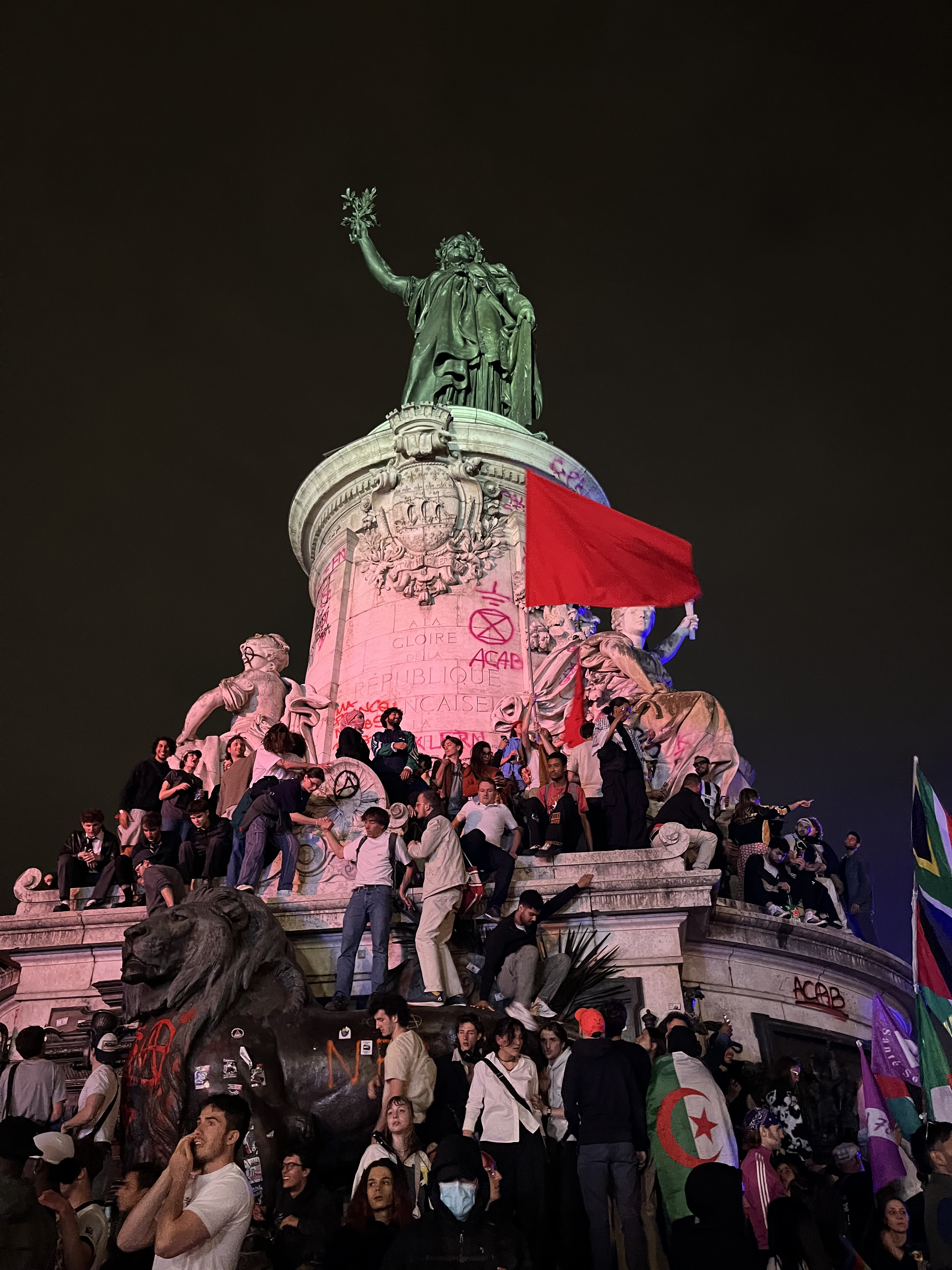
La festa per la vittoria del Fronte sotto la statua della Marianne in Place de la République il 7 luglio.

Il Nuovo Fronte Popolare (in francese Nouveau Front Populaire, NFP, in basco Fronte Herritar Berria), o anche solamente Fronte Popolare, è un'alleanza elettorale di partiti francesi di sinistra nata il 10 giugno 2024 in vista delle elezioni legislative anticipate convocate dal Presidente della Repubblica Emmanuel Macron per il 30 giugno e il 7 luglio dello stesso anno.
Il Fronte, sostenuto dai più grandi sindacati del Paese, da parti della società civile e da diverse associazioni, raccoglie numerosi partiti, tra cui La France Insoumise, il Partito Socialista, il Partito Comunista e Les Écologistes.

## Storia

### Contesto politico e nascita
Alle elezioni europee dell'8 e 9 giugno, la coalizione del partito del Presidente francese Macron, Ensemble, ottiene solo il 14,60% delle preferenze, mentre l'estrema destra del Rassemblement National raggiunge il 31,37%. A seguito della sconfitta, Macron prende la decisione di sciogliere l'Assemblea nazionale e indire nuove elezioni per la fine del mese. Nella stessa sera del 9 giugno un'imponente folla si raduna in Place de la République a Parigi in opposizione alla destra ed in favore dell'unità delle sinistre.
I partiti di sinistra, reduci da una precedente esperienza unitaria, si erano presentati separatamente alle europee, in disaccordo, in particolare, sulle questioni di politica estera. Da un lato, La France Insoumise di Jean-Luc Mélenchon si mostrava molto più propensa ad un atteggiamento pacifista per la situazione ucraina, condannando il comportamento di Israele a Gaza; dall'altro, i socialisti, capitanati da Raphaël Glucksmann erano favorevoli all'invio di armi a Kiev e molto più moderati sulla questione di Gaza.
In ogni caso, di fronte alla possibilità di una vittoria schiacciante del RN alle elezioni legislative, su spinta dei sindacati, del mondo della cultura e della società civile, i quattro partiti principali della sinistra francese, LFI, PS, PCF e Ecologisti, decidono di contrattare un programma comune per presentarsi uniti alle consultazioni elettorali e, mantenendo netta la distanza con Macron, cercare di impedire la vittoria dell'estrema destra di Marine Le Pen e Jordan Bardella.
L'alleanza, siglata ufficialmente il 13 giugno, prende il nome di Nuovo Fronte Popolare, celebrando l'omonimo cartello elettorale delle sinistre francesi che aveva vinto le elezioni legislative del 1936, sotto la guida del socialista Léon Blum. Secondo l'accordo, il Fronte presenta candidati comuni in tutte le circoscrizioni: 229 per LFI, 175 per il PS, 92 per gli Ecologisti e 50 per il PCF.
Il programma, presentato in conferenza stampa il 14 giugno, è considerato dalla stampa particolarmente ambizioso e avanzato: si propone, tra gli altri punti, una forte progressività fiscale, il blocco dei prezzi sui beni di prima necessità, l'abrogazione della riforma pensionistica di Macron, l'aumento del salario minimo, l'ampliamento e il rafforzamento del settore pubblico, la risoluzione della crisi in Nuova Caledonia. Sulla politica estera viene raggiunto un compromesso tra LFI e Glucksmann circa l'impegno della Francia a raggiungere una pace giusta con la Russia, proseguendo con il sostegno all'Ucraina e, al contempo, viene affermato lo sforzo per ottenere un cessate il fuoco a Gaza, con il riconoscimento dello Stato di Palestina.
La nascita del NFP suscita immediatamente entusiasmo in tutti gli ambienti della sinistra europea, dalla più moderata a quella radicale. La campagna elettorale, di brevissima durata, si appoggia sul sostegno di molti intellettuali e artisti, ma, in particolare modo, dei sindacati: è storica la decisione della Confédération Générale du Travail di rinunciare alla sua inveterata indipendenza dalla politica per appoggiare esplicitamente il Fronte Popolare, invitando le lavoratrici e i lavoratori iscritti a votare per il NFP.

### Elezioni
Al primo turno, tenutosi il 30 giugno 2024, il NFP ottiene il 28,06%, totalizzando 8 995 226 voti. Questo permette alle sinistre di affermarsi come seconda forza nel Paese, di poco sotto al RN, che riesce a totalizzare il 33,22% con l'aiuto degli alleati fuoriusciti dai Repubblicani. Sono 32 i candidati frontisti che riescono ad essere eletti al primo turno, a fronte dei 37 eletti dall'estrema destra.
A seguito dello choc suscitato dal successo del partito di Bardella, i dirigenti del NFP annunciano che nei collegi in cui i propri candidati sono arrivati terzi questi ultimi si ritireranno dalla competizione in modo da far convergere i voti degli elettori di sinistra sui partiti di centro o di destra gollista (Ensemble e Les Républicains), tentando di fermare l'avanzata del Rassemblement National. Dal canto loro, Ensemble e Repubblicani stentano a ritirare i propri candidati e lo stesso Macron mantiene un atteggiamento ambiguo, rifiutandosi di imporre ai suoi arrivati terzi di desistere in favore della sinistra. La criticità maggiore per le forze di centro e di destra è riuscire ad accantonare la pregiudiziale nei confronti di LFI, tanto che molti macronisti e gollisti si rifiutano di ritirarsi laddove il candidato del NFP fosse di La France Insoumise, da loro considerata troppo estrema. Alla fine, il fragile cordone sanitario anti-RN conterà 134 desistenze del Nuovo Fronte Popolare, ma solo 82 della coalizione presidenziale e 3 di Les Républicains.
Al secondo turno, tenutosi una settimana dopo il primo, il 7 luglio, la strategia delle desistenze dà, a sorpresa, i suoi frutti: nello stupore generale, il NFP si afferma prima forza nella nazione, ottenendo 178 seggi (divenuti poi 193 con gli apparentamenti) a fronte dei 150 di Ensemble (166 con gli apparentati) e i 142 del RN. Dei seggi ottenuti dal NFP 72 sono di LFI, 66 del PS, 38 di EELV e 17 del PCF. Il Nuovo Fronte Popolare ottiene, su base nazionale, meno voti rispetto al Rassemblement National, ma questo squilibrio, dovuto alle desistenze, è controbilanciato dal sistema maggioritario che permette al NFP di conquistare la maggioranza relativa dei seggi all'Assemblea nazionale. La sera stessa delle elezioni vari leader del Fronte annunciano che il presidente Macron dovrebbe permettere alle sinistre di governare, mentre le piazze delle più grandi città francesi vengono riempite dalla folla in festa.

### Tentativi di formazione del governo
L'assenza di una maggioranza assoluta all'Assemblea porta il NFP a chiedere di poter formare un nuovo governo in quanto forza di maggioranza relativa. Di fronte all'esitazione di Macron e alla pressione popolare organizzata dalla CGT, le forze del Fronte Popolare, però, stentano a trovare immediatamente un candidato valido per la posizione di Primo ministro. Il 12 luglio il PCF, appoggiato da LFI, avanza il nome di Huguette Bello, Presidente del Consiglio regionale della Riunione, ma la proposta viene rigettata dal Partito Socialista. Proprio quest'ultimo, qualche giorno dopo, in accordo con Ecologisti e PCF, sottopone agli Insoumis il nome di Laurence Tubiana, un'economista vicina alla sinistra. Stavolta è LFI a rifiutare il nome, accrescendo le tensioni interne attraverso comunicati contro il PS, accusato di ostruzionismo. Nel pieno della crisi interna, acuita dalla pressione della minoritaria ala destra del PS, scettica sull'alleanza con LFI, il NFP ritrova l'unità d'azione in occasione delle elezioni per il Presidente dell'Assemblea nazionale del 18 luglio, candidando il comunista André Chassaigne. Al terzo turno di votazioni, egli ottiene 207 preferenze, contro i 220 della candidata di Ensemble, Yaël Braun-Pivet, Presidente uscente, che risulta rieletta grazie ad un accordo segreto tra la coalizione presidenziale e Les Républicains. Per quanto si tratti di una pesante sconfitta per la sinistra, la rielezione di Braun-Pivet riunisce i partiti del NFP, che polemizzano contro un blocco presidenziale accusato di non voler fare nulla per venire incontro alla volontà di cambiamento mostrata alle urne.
Il 23 luglio il NFP annuncia una candidatura ufficiale alla carica di Primo ministro: il nome che ha ottenuto l'appoggio di tutte le forze è quello di Lucie Castets, vicina ai socialisti, ma apprezzata da tutta la sinistra per la sua attività nell'associazione Nos Services Publics. La stessa sera della proposta frontista, però, il presidente Macron rifiuta pubblicamente in un'intervista il nome di Castets, dicendosi favorevole ad una soluzione che permetta la formazione di un governo "repubblicano" (con tutte le forze politiche ad esclusione di LFI e RN) e aggiungendo che non nominerà nessun Primo ministro prima della fine delle Olimpiadi di Parigi, in nome di una "tregua olimpica". Queste dichiarazioni, unite al fatto che il governo dimissionario non sembri voler limitarsi all'ordinaria amministrazione, hanno l'effetto di indignare la sinistra e di rinsaldare l'unità del Fronte Popolare che, tramite il segretario del PS, Olivier Faure, solleva di fronte al Consiglio di Stato una questione di abuso di potere da parte del Capo dello Stato, che, però non viene accolta.
Terminate le Olimpiadi, il NFP torna all'attacco e chiede a Macron di nominare Castets Prima ministra, ma, di fronte al temporeggiamento del Presidente, LFI comincia ad avanzare l'ipotesi di una destituzione, rifiutata dagli altri partiti della coalizione. Macron decide di convocare le forze politiche all'Eliseo in modo da costruire una maggioranza, anche se il NFP continua a sostenere che sarebbe doveroso consentire la formazione di un esecutivo frontista che, poi, possa costruire maggioranze di volta in volta su ogni disegno di legge. A fine agosto prendono avvio le consultazioni che, paradossalmente, causano un rapido peggioramento della situazione: sia Ensemble che Les Républicains dichiarano che censureranno qualsiasi governo della sinistra che abbia ministri LFI al suo interno. Di tutta risposta, il leader insoumis Mélenchon propone di formare un governo del Fronte Popolare che non abbia ministri del suo movimento all'interno: è una proposta che coglie di sorpresa tutti e a cui, comunque, i partiti di centro e di destra (ai quali si aggiunge lo stesso RN) rispondono di non essere disposti ad accettare un governo che attui il programma del NFP. Il massimo della tensione si raggiunge quando, la sera del 26 agosto, Macron dichiara di rifiutare ufficialmente, per motivi di "stabilità istituzionale" l'ipotesi di Lucie Castets, indicendo un nuovo giro di consultazioni e invitando PS, EELV e PCF a sfaldare il NFP per formare un governo di coalizione che escluda gli estremi. Le forze politiche del Fronte Popolare, però, indignate, annunciano che boicotteranno le nuove consultazioni a meno che non siano funzionali a nominare Castets, accusando Macron di voler attuare un "colpo di mano" e una "svolta illiberale".
Il tentativo di spaccare il NFP da parte di Macron passa per un corteggiamento continuo del PS attraverso la possibilità di nominare Primo ministro Bernard Cazeneuve, già capo del Governo durante la presidenza di François Hollande, fuoriuscito dal Partito Socialista a seguito della formazione della NUPES e critico verso lo stesso Nuovo Fronte Popolare. Mentre LFI, EELV e PCF si mostrano contrari alla possibilità di una nomina di Cazeneuve, poiché ritengono che egli sarebbe troppo influenzato dalle forze centriste e non applicherebbe il programma di rottura che ha permesso al NFP di vincere le elezioni, all'interno del PS si riaccende violentemente il quiescente dibattito interno. L'ala destra minoritaria spinge acché il partito sostenga Cazeneuve, rompa con LFI e si coalizzi con Ensemble pur di non restare all'opposizione. Dall'altra parte, il segretario Faure sostiene con forza la causa frontista, mostrando un atteggiamento unitario e scettico nei confronti della possibilità che un governo Cazeneuve, appoggiato dal centro e dalla destra gollista, possa effettivamente realizzare un programma di sinistra. Nel pieno della tensione, la notte del 3 settembre, la corrente di sinistra del PS sconfigge formalmente quella di destra in una serie di votazioni avvenute nell'ambito di una riunione d'urgenza del bureau nazionale: con un comunicato ufficiale, quindi, il Partito Socialista si associa a LFI, EELV e PCF, affermando che presenterà una mozione di censura nei confronti di qualsiasi governo che possa proseguire le politiche macroniane (sottintendendo anche un eventuale governo guidato da Cazeneuve). Di fronte alla gravità della situazione, i deputati insoumis, con l'appoggio di alcuni colleghi ecologisti e comunisti, avviano, pur consapevoli di non avere i numeri sufficienti in parlamento, una procedura per la destituzione del Presidente Macron, sostenuta da una partecipata raccolta firme organizzata proprio da LFI.

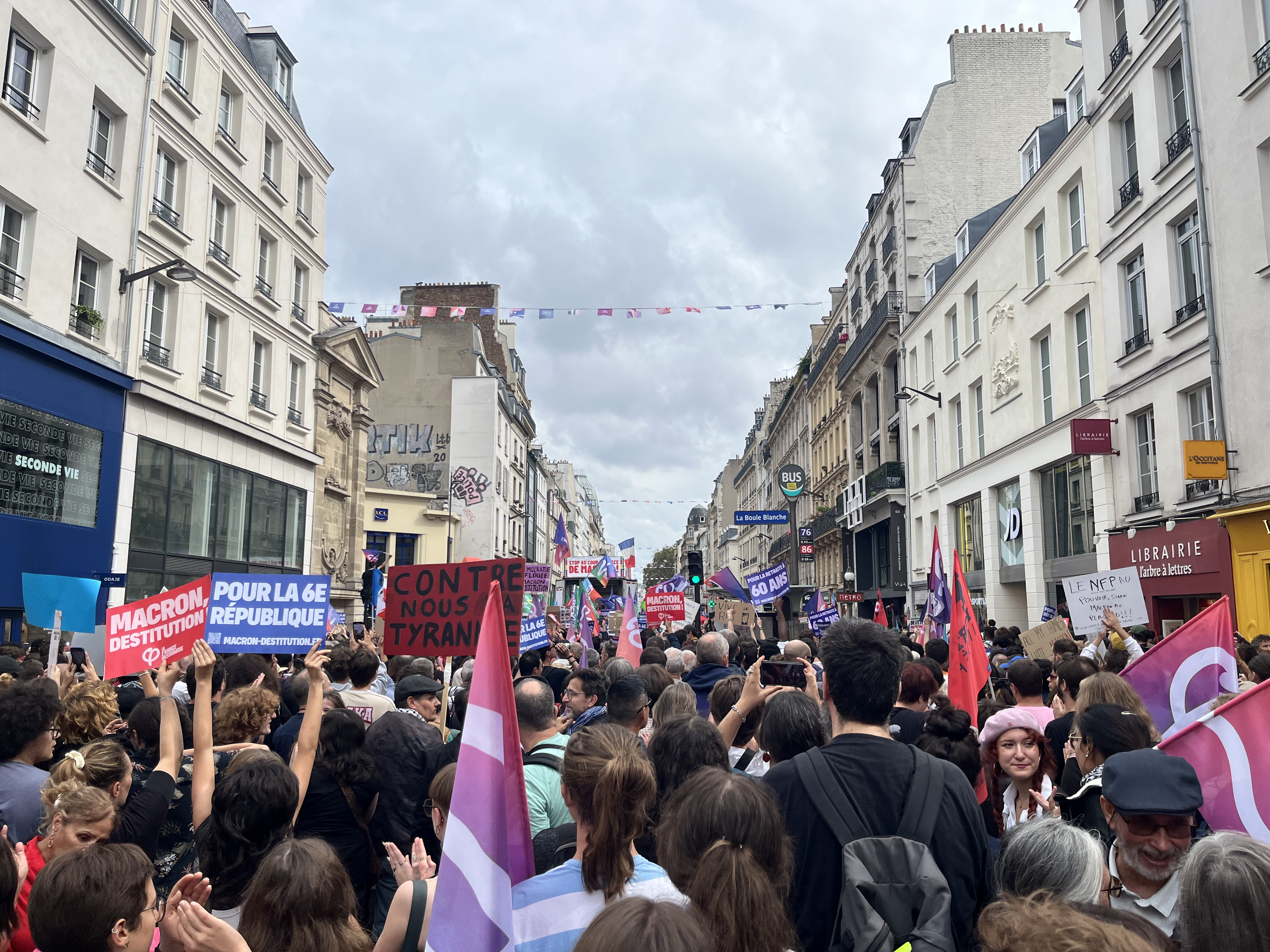
La manifestazione del 7 settembre a Parigi.

Il 5 settembre, dopo tre giorni di confuse proposte di nomi (dal gollista Xavier Bertrand al tecnico Thierry Beaudet), Macron, in cerca di una maggioranza, nomina Primo ministro Michel Barnier, républicain già commissario europeo e negoziatore UE per la Brexit, il cui governo vedrebbe l'appoggio sia di Ensemble sia, clamorosamente, del Rassemblement National. La reazione del NFP, ormai unica forza di opposizione, non si fa attendere: i quattro partiti dichiarano che presenteranno una mozione di censura verso il nuovo governo, mentre il portavoce di LFI, Manuel Bompard parla di una "negazione della democrazia", Faure di una "crisi di regime" e la segretaria di EELV, Marine Tondelier, di un "affronto repubblicano". La mobilitazione nazionale generale, chiamata, già dalla fine di agosto, da alcuni sindacati studenteschi per il 7 settembre, diventa il primo atto di dissenso di massa verso Macron e il nuovo esecutivo: con l'adesione di LFI, EELV, PCF e svariati altri partiti minori e organizzazioni raccolti intorno al NFP, nella sola Parigi manifestano, secondo gli organizzatori, 160 000 persone.

### Il Nuovo Fronte Popolare all'opposizione del governo Barnier
Con la proposta dei ministri da parte di Barnier, il NFP ha modo di denunciare nuovamente la svolta a destra dell'esecutivo, criticando, in particolare, le dichiarazioni programmatiche del nuovo titolare degli affari Interni, il repubblicano Bruno Retailleau, sulla gestione delle politiche migratorie. Il 2 ottobre l'Assemblea nazionale riapre dopo la pausa estiva e la coalizione delle sinistre può cominciare la sua attività di opposizione nell'aula parlamentare. Il blocco governativo, però, supportato dal RN, riesce innanzitutto ad affossare la procedura di destituzione di Macron proposta da La France Insoumise, suscitando le ire del partito, sostenuto in modo molto blando anche dagli alleati. L'8 ottobre, poi, introdotta dal segretario socialista Faure, si tiene la promessa votazione sulla mozione di censura presentata dai gruppi parlamentari della sinistra nei confronti del governo Barnier. Il NFP vota compatto, ma altrettanto compatti si dimostrano i partiti di governo ed il Rassemblement National che non partecipano neppure al voto, facendo naufragare la mozione. Mentre, su proposta degli Ecologisti, si intende aprire la strada ad un processo di maggiore integrazione tra i deputati del NFP, attraverso riunioni regolari dell'intergruppo, lo scontro tra la gauche ed il governo Barnier si acutizza sulla legge di bilancio per il 2025 e sull'annuncio di una nuova legge sull'immigrazione. 
In commissione finanze e affari sociali i deputati NFP collaborano per approvare insieme degli emendamenti ai progetti di legge di bilancio e di legge di finanziamento della sicurezza sociale (PLSFF) presentati dal governo Barnier. Questo si rende possibile grazie all'assenteismo dei membri del RN, che spesso non prendono parte alle votazioni interne alle commissioni, lasciando solo Ensemble e LR a difendere i test originari. L'unica eccezione riguarda il voto sull'emendamento proposto dal Fronte Popolare in commissione affari sociali avente come oggetto l'abrogazione della riforma delle pensioni: il voto contrario dei deputati RN permette alla coalizione governativa di spuntarla, suscitando le ire dei proponenti. All'arrivo del progetto di legge in aula, il RN fa nuovamente blocco con il governo astenendosi o votando contro pressoché tutti gli emendamenti della sinistra passati nelle commissioni. Il 12 novembre si tiene una votazione paradossale: il progetto di legge di bilancio, emendato dal NFP, riceve i voti favorevoli della sinistra e quelli contrari del blocco governativo e del RN, il cui connubio viene ironicamente soprannominato "Macrono-Lepénie". Il governo Barnier sembra ormai essere orientato verso il ricorso all'articolo costituzionale 49.3 per far passare il budget nel testo originario: questo lascerebbe alla sinistra solamente l'arma della mozione di censura.  
Nonostante l'azione unitaria in sede di approvazione degli emendamenti su budget e PLSFF, il Fronte vive continue schermaglie tra insoumis e socialisti. Da un lato torna vivo il tema dell'antisemitismo, sulla lotta al quale la destra ed una parte del PS accusano LFI di essere eccessivamente morbida; dall'altro, la minoranza socialista, guidata da Hollande e Carole Delga, continua ad esercitare pressioni sul segretario Faure per la convocazione di un congresso del PS che metta in discussione la linea frontista: il segretario risponde lanciando una fortunata campagna di tesseramento al partito in nome dell'unità. L'apice delle tensioni interne al NFP si raggiunge a fine novembre, quando i quattro gruppi parlamentari annunciano che, in caso di effettivo ricorso al 49.3 da parte del governo per il bilancio, essi depositeranno una mozione di censura, che, a sorpresa, anche il RN sembra essere pronto a votare. La probabile approvazione della censura pone ai partiti del NFP il problema del post-Barnier: LFI mette in primo piano la necessità di sbloccare l'impasse politica chiedendo la nomina di Castets e le dimissioni di Macron, il PS, invece, si mostra interessato a seguire una formula meno esigente per cui si chiede "il Fronte popolare al governo e il fronte repubblicano all'Assemblea", ossia un accordo di non-censura con i macronisti che permetterebbe ad un esecutivo di sinistra di condurre in porto almeno qualche punto del programma originario del NFP. Barnier prende la decisione di far passare il budget con il 49.3 e i gruppi del NFP, come previsto, presentano la mozione di censura. Il 4 dicembre, con 331 voti (di NFP e RN insieme), la censura viene approvata dall'Assemblea e il governo Barnier cade.

## Composizione

### Partiti
| Partito                              | Partito                                           | Abbr.  | Ideologia                                            | Posizione politica          | Leader                                             |
| ------------------------------------ | ------------------------------------------------- | ------ | ---------------------------------------------------- | --------------------------- | -------------------------------------------------- |
| La France Insoumise e alleati        |                                                   |        |                                                      |                             |                                                    |
|                                      | La France Insoumise                               | LFI    | Socialismo democratico                               | Sinistra; Sinistra radicale | Jean-Luc Mélenchon Manuel Bompard                  |
|                                      | Partito di Sinistra                               | PG     | Socialismo democratico                               | Sinistra                    | Éric Coquerel Danielle Simonnet                    |
|                                      | Ensemble!                                         | E!     | Socialismo Ecosocialismo                             | Sinistra radicale           | Direzione collettiva                               |
|                                      | Picardie Debout                                   | PD     | Socialismo democratico                               | Sinistra                    | François Ruffin                                    |
|                                      | Révolution écologique pour le vivant              | REV    | Antispecismo Ecologia profonda                       | Sinistra                    | Aymeric Caron                                      |
|                                      | Parti ouvrier indépendant                         | POI    | Marxismo                                             | Estrema sinistra            | Direzione collettiva                               |
|                                      | Gauche écosocialiste                              | GES    | Ecosocialismo                                        | Sinistra                    | Direzione collettiva                               |
|                                      | Gauche démocratique et sociale                    | GDS    | Socialismo democratico                               | Sinistra                    | Gérard Filoche                                     |
|                                      | Pour une écologie populaire et sociale            | PEPS   | Ecosocialismo                                        | Sinistra radicale           | Direzione collettiva                               |
| Les Écologistes e alleati            |                                                   |        |                                                      |                             |                                                    |
|                                      | Les Écologistes                                   | EELV   | Ecologismo Post-globalismo                           | Centro-sinistra; Sinistra   | Marine Tondelier                                   |
|                                      | Génération·s                                      | G·s    | Socialismo democratico Ecosocialismo                 | Sinistra                    | Benoît Hamon                                       |
|                                      | Alternative Alsacienne                            | AA     | Socialismo democratico Regionalismo                  | Sinistra                    |                                                    |
|                                      | Generazione Ecologia                              | GE     | Ecologismo Ecofemminismo                             | Sinistra                    | Delphine Batho                                     |
| Partito Socialista e alleati         |                                                   |        |                                                      |                             |                                                    |
|                                      | Partito Socialista                                | PS     | Socialdemocrazia                                     | Centro-sinistra             | Olivier Faure                                      |
|                                      | Place Publique                                    | PP     | Liberalismo sociale                                  | Centro-sinistra             | Aurore Lalucq Raphaël Glucksmann                   |
|                                      | Paris en Commun                                   | PeC    | Socialdemocrazia Ecosocialismo                       | Centro-sinistra             | Anne Hidalgo                                       |
|                                      | Parti progressiste démocratique guadeloupéen      | PPDG   | Socialdemocrazia Regionalismo                        | Centro-sinistra; Sinistra   | Jacques Bangou                                     |
| Partito Comunista Francese e alleati |                                                   |        |                                                      |                             |                                                    |
|                                      | Partito Comunista Francese                        | PCF    | Comunismo                                            | Sinistra; Sinistra radicale | Fabien Roussel                                     |
|                                      | Humains et dignes                                 | HeD    | Socialismo democratico                               | Sinistra                    | Muriel Ressiguier                                  |
|                                      | Gauche Républicaine et Socialiste                 | GRS    | Socialismo                                           | Sinistra                    | Emmanuel Maurel                                    |
|                                      | Les Radicaux de Gauche                            | LRDG   | Radicalismo                                          | Centro-sinistra             | Stéphane Saint-André; Isabelle Amaglio-Térisse     |
|                                      | L'Engagement                                      | L'E    | Socialismo                                           | Centro-sinistra; Sinistra   | Arnaud Montebourg                                  |
|                                      | Movimento Repubblicano e Cittadino                | MRC    | Gollismo di sinistra Sovranismo                      | Sinistra                    | Thierry Cotelle                                    |
|                                      | Pour La Réunion                                   | PLR    | Socialismo democratico                               | Sinistra                    | Huguette Bello                                     |
|                                      | Tāvini Huiraʻatira                                | TH     | Nazionalismo di sinistra Indipendentismo polinesiano | Centro-sinistra; Sinistra   | Oscar Temaru                                       |
| Altri                                |                                                   |        |                                                      |                             |                                                    |
|                                      | Nuovo Partito Anticapitalista - L'Anticapitaliste | NPA–A  | Socialismo Anticapitalismo                           | Estrema sinistra            | Direzione collettiva                               |
|                                      | L'Après                                           | L'A    | Ecosocialismo                                        | Sinistra                    | Alexis Corbière; Clémentine Autain; Raquel Garrido |
|                                      | Nouvelle Donne                                    | ND     | Progressismo                                         | Sinistra                    | Arnaud Lelache; Aline Mouquet                      |
|                                      | Allons enfants                                    | AE     | Liberalismo sociale                                  | Centro-sinistra             | Félix David-Rivière                                |
|                                      | Partito Radicale di Sinistra                      | PRG    | Liberalismo sociale Radicalismo                      | Centro-sinistra             | Guillaume Lacroix                                  |
|                                      | Euskal Herria Bai                                 | EH Bai | Nazionalismo basco                                   | Sinistra                    |                                                    |
|                                      | Partito Pirata                                    | PP     | Libertarismo di sinistra                             | Postideologismo             | Direzione collettiva                               |

### Sindacati
| Sindacato | Sindacato                                       | Abbr. | Leader                             |
| --------- | ----------------------------------------------- | ----- | ---------------------------------- |
|           | Confédération générale du travail               | CGT   | Sophie Binet                       |
|           | Confédération française démocratique du travail | CFDT  | Marylise Leon                      |
|           | Union nationale des syndicats autonomes         | UNSA  | Laurent Escure                     |
|           | Fédération syndicale unitaire                   | FSU   | Benoît Teste                       |
|           | Union syndicale Solidaires                      | SUD   | Julie Ferrua and Murielle Guilbert |

## Risultati elettorali
| Anno | 1º turno  | 1º turno | 1º turno  | 1º turno       | 2º turno  | 2º turno | 2º turno  | 2º turno       | Seggi totali |
| Anno | Voti      | %        | Posizione | Seggi ottenuti | Voti      | %        | Posizione | Seggi ottenuti | Seggi totali |
| ---- | --------- | -------- | --------- | -------------- | --------- | -------- | --------- | -------------- | ------------ |
| 2024 | 8 995 226 | 28,06    | 2°        | 32             | 7 004 725 | 25,68    | 1°        | 146            | 178 / 577    |

## Simbologia

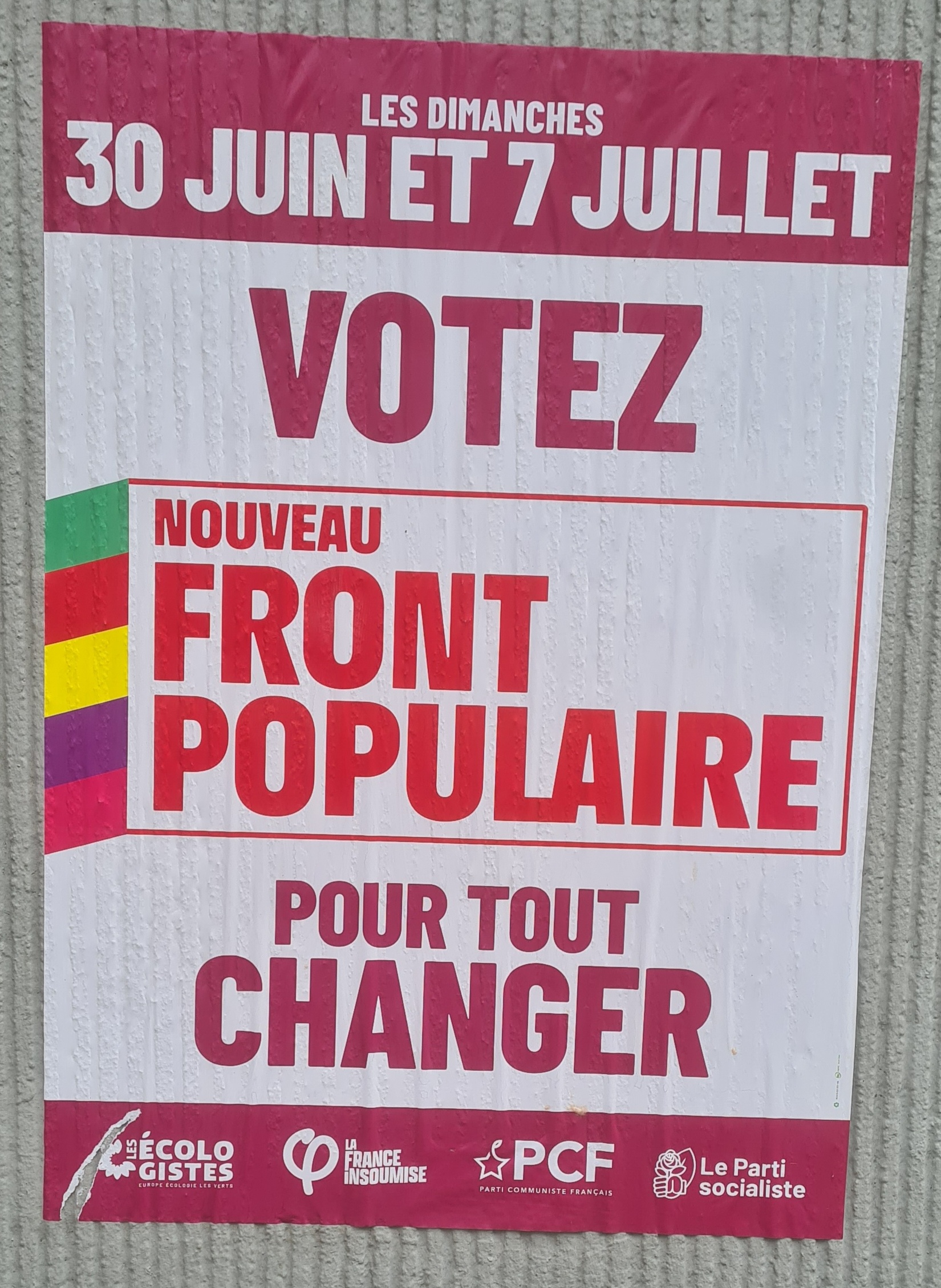
Manifesto del Nuovo Fronte Popolare.

Logo proposto da François Ruffin il 10 giugno 2024[56][57]
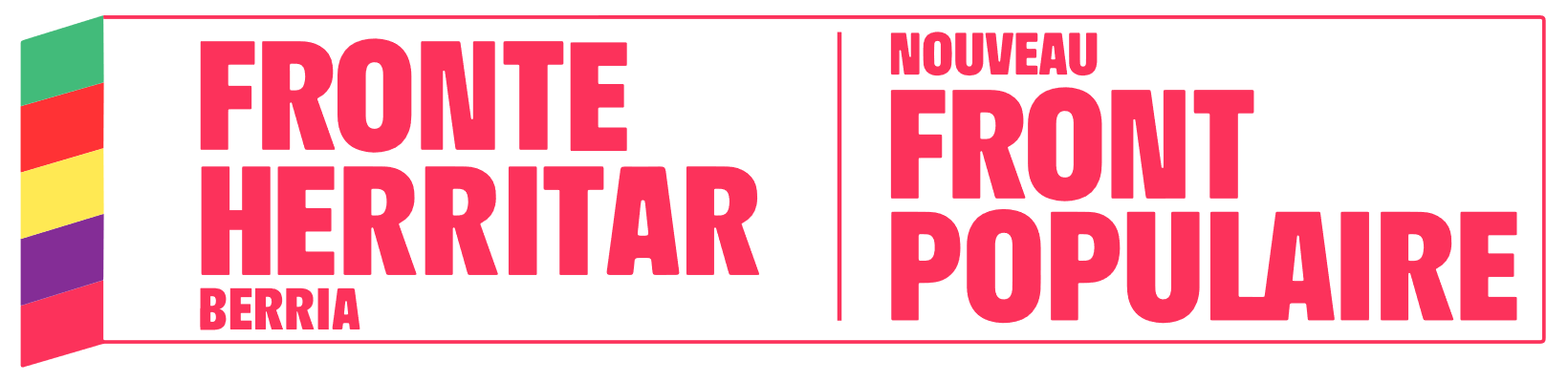
Doppio logo in basco e francese utilizzato nella campagna elettorale nelle circoscrizioni con minoranza basca